# Antonio Esfandiari
Antonio Esfandiari, nato Amir Esfandiari (in persiano امیر اسفندیاری‎; Teheran, 8 dicembre 1978), è un giocatore di poker iraniano con cittadinanza statunitense.

## Biografia
Nato in Iran, si trasferì con la famiglia negli Stati Uniti già all'età di nove anni, lasciando Tehran colpita dalla guerra. In breve tempo imparò l'inglese e mutò il proprio nome da Amir in Antony e successivamente in Antonio.
Lavorò dapprima nel telemarketing vendendo copie del San Francisco Chronicle, e successivamente come cameriere. Proprio durante il lavoro nel ristorante conobbe un bartender particolarmente esperto nell'illusionismo e nella magia; Esfandiari si dedicò allora all'attività di mago (da qui il suo soprannome). Nel 2000 scoprì il mondo del poker grazie al libro Winning Low-Limit Hold'em di Lee Jones: iniziò ben presto a giocare cash game e tornei dai buy-in bassi. Nel giro di pochi mesi raggiunse risultati di alto livello: nel novembre 2002 chiuse al terzo posto il 3 000 $ No Limit Hold'em del World Poker Tour, guadagnando 44 000 $; alle WSOP 2003 si piazzò al terzo posto nell'evento 2 000 $ No Limit Hold'em, portando a casa la vincita di 34 060 dollari.
Il 2004 è l'anno in cui si afferma definitivamente nel circuito pokeristico. Nel febbraio vinse infatti il suo primo titolo del World Poker Tour, chiudendo al primo posto il Los Angeles Poker Classic WPT; tre mesi più tardi conquistò l'ambito braccialetto delle WSOP nell'evento 2 000 $ Pot Limit Hold'em. Il 3 dicembre 2010 vinse il secondo titolo WPT, centrando il successo nel 10 000 $ No Limit Hold'em Championship Event di Las Vegas.
Il 12 aprile 2008 raggiunse il tavolo finale nel 10 000 € No Limit Hold'em Main Event dell'European Poker Tour Grand Final di Monte Carlo, chiudendo all'ottavo posto finale. Esfandiari è inoltre presenza costante nei programmi televisivi High Stakes Poker e Poker After Dark. Nel 2007 fece una breve apparizione nel film Le regole del gioco insieme ad altri giocatori affermati, e nel 2008 comparve nel film Deal.
Il 3 luglio 2012 entrò nella storia delle WSOP: alle World Series of Poker 2012 vinse il 1 000 000 $ "The Big One for One Drop", il torneo con il montepremi più alto nella storia del poker sportivo. Oltre al suo secondo braccialetto, centrò la vincita record di 18 346 673 $ grazie al successo nell'heads-up con Sam Trickett. Alle WSOPE 2012 vinse il suo terzo braccialetto, nell'evento €1.100 No Limit Hold'em, aggiudicandosi inoltre €126.207.
Nel 2013 centrò il quarto posto nell'evento #47 delle WSOP 2013, il "One Drop High Rollers" da $111.111 di buy-in vincendo un premio da oltre $1.400.000.
Nel 2014 giunse quarto nel torneo "$98.000 + $2.000 No Limit Hold'em - Super High Roller" del "PokerStars Caribbean Adventure", per una moneta da oltre $500.000. Le sue vincite nei tornei ammontano ad oltre $26.000.000.

## Braccialetti delle WSOP
| Anno         | Torneo                              | Premio      |
| ------------ | ----------------------------------- | ----------- |
| 2004         | $2.000 Pot-Limit Hold'em            | $184.860    |
| 2012         | $1.000.000 The Big One For One Drop | $18.346.673 |
| 2012(Europe) | €1.100 No Limit Hold'em             | €126.207    |

## Titoli WPT
| Anno | Torneo                                                 | Premio     |
| ---- | ------------------------------------------------------ | ---------- |
| 2004 | $10 000 L.A. Poker Classic                             | $1,399,135 |
| 2010 | $10.000 Doyle Brunson Five Diamond World Poker Classic | $870.124   |